# Avast Software
Avast Software (anciennement Alwil Software) est une société tchèque de logiciels de cybersécurité dont le siège est à Prague, en République tchèque, qui recherche et développe des logiciels de sécurité informatique, d'apprentissage automatique et d'intelligence artificielle.  Avast compte plus de 435 millions d'utilisateurs actifs par mois et la deuxième plus grande part de marché parmi les fournisseurs d'applications anti-malware dans le monde en avril 2020. 
Avast emploie[Quand ?] 500 personnes, 90 % d'entre elles sont basées à Prague en République tchèque. Elle possède en tout 13 bureaux situés en République tchèque (Prague et Brno), en Allemagne, en Chine, en Corée du Sud, à Taïwan et aux États-Unis.
Avast a racheté l'entreprise AVG Technologies en 2016 et protège désormais plus de 400 millions d'utilisateurs dans le monde contre les menaces informatiques avec l'un des réseaux de détection des menaces les plus avancés dans le monde (plus de 40 % des utilisateurs d'ordinateurs personnels dans le monde en dehors de la Chine).
En 2021, Avast Software a fusionné avec NortonLifeLock.

## Historique

Logo d'Avast jusqu'en 2016.

En 1988, Pavel Baudiš (en), alors chercheur à l'Institut de recherche mathématique de Prague, est confronté à un échantillon du virus informatique Vienna et décide de créer un logiciel capable de le supprimer. Il le présente à son collègue Eduard Kučera (en) et ensemble ils décident de créer Alwil Software cette même année. Ondřej Vlček (cs), ancien Directeur de la Technologie et aujourd'hui[Quand ?] Directeur des Opérations rejoint Alwil en 1995 alors qu'il est encore étudiant et développe le premier antivirus de la société. L'année suivante, l'antivirus Avast est l'un des premiers antivirus au monde à être récompensé pour ses performances dans toutes les catégories par le magazine Virus Bulletin.
Alwil Software devient Avast Software en 2010. Summit Partners investissent alors 100 millions de dollars dans la société et en moins de deux ans, Avast lance ses logiciels de protection pour les entreprises ainsi que pour les appareils mobiles, Avast Free Mobile Security, qui devient l'application de sécurité la mieux notée de Google Play. 
En janvier 2015, Avast atteint une part de marché mondiale de 21,4 % dans le domaine de la sécurité informatique et 57 % de part de marché en France. En mars 2015, elle compte plus de 233 millions d'utilisateurs dans le monde et selon un communiqué de presse publié par Avast, elle protège plus de 30 % des ordinateurs personnels dans le monde (hors Chine)[réf. nécessaire]. 
En juillet 2016, Avast annonce l'acquisition pour 1,3 milliard de dollars de son concurrent AVG Technologies, gérant la suite logicielle AVG.
En juillet 2017, Avast a finalisé l'acquisition de l'éditeur britannique de logiciels Piriform, qui édite entre autres le logiciel de nettoyage et optimisation CCleaner, logiciel qui a fait l'objet d'un piratage massif en septembre 2017.

## Controverse
En janvier 2020, deux médias américains, Vice et PC Magazine accusent l'entreprise de collecter des données précises sur ses utilisateurs au moyen de ses antivirus Avast et AVG. Notamment par l'enregistrement de tous les clics effectués sur les sites web et l'ensemble des recherches et des achats en lignes. Avast Software effectuait ces opérations au moyen d'une filiale, Jumpshot. Ces données étaient ensuite revendues à des entreprises telles que Google, Microsoft, Pepsi ou L'Oréal,.
L'entreprise a par la suite déclaré vouloir fermer sa filiale et mettre fin à ces pratiques. Elle n’a toutefois pas pris l’engagement d’effacer les données collectées dans le passé.

## Logiciels et applications
Les logiciels Avast fonctionnent uniquement sur les appareils connectés à Internet et sont disponibles en 45 langues. Il existe des logiciels pour particuliers, des logiciels pour entreprises, des applications mobiles pour Android et iOS et des applications d'optimisation des performances.

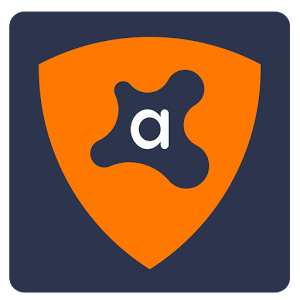
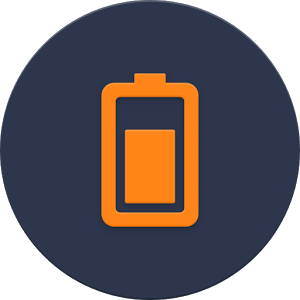
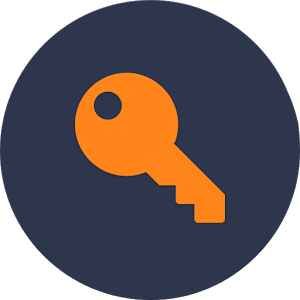